# Peveril Meigs
Peveril Meigs, III, (Queens, Nova York, 5 de maig de 1903 - 16 de setembre de 1979) va ser un geògraf estatunidenc, conegut sobretot pels seus estudis de les terres àrides en diversos continents i especialment pels seus treballs a la Baixa Califòrnia, Mèxic.
Meigs nasqué al barri de Queens a Nova York. Estudià a la Universitat de Califòrnia, Berkeley doctorant-s'hi el 1932. Ensenyà a les universitats de San Francisco, Califòrnia i Luisiana.
Entre 1928 i 1936 dugué a terme estudis etnogràfics i arqueològics dels pobles indígenes de la Baixa Califòrnia.